# 사이먼 헬버그
사이먼 헬버그(Simon Helberg, 1980년 12월 9일 ~ )는 미국의 배우이다.

## 작품 목록
- 플로렌스